# Beautiful Girl (film)
Beautiful Girl (Nederlands: Mooi meisje) is een Amerikaanse televisiefilm uit 2003.

## Verhaal
Becca Wasserman is lerares van jonge kinderen en net verloofd met cafébaas Adam Lopez. In een bruidswinkel loopt ze oude bekende Libby Leslie tegen het lijf. Die treedt in de voetsporen van haar moeder en neemt deel aan de lokale missverkiezing Miss Sewickley. Becca's moeder Amanda prent haar in dat missverkiezingen niets voor haar zijn. Om zich tegenover haar te bewijzen en om de reis naar Hawaï, die als huwelijksreis kan dienen, te winnen besluit ze deel te nemen aan de lokale Miss Squirrel Hill-verkiezing. Daar laat ze zich opmerken door haar iedereen is mooi en moet zichzelf blijven-boodschap, humor en zangtalent. Ze eindigt als eerste eredame. Libby Leslie zorgt er echter voor dat de winnares gediskwalificeerd wordt en zo stoot Becca alsnog door naar het regionale Miss Metropolitan Pittsburgh. Om de reis naar Hawaï te krijgen moet ze hieraan deelnemen.
Daar vertelt Libby dat ze ervoor zorgde dat Becca zou meedoen om al meteen één concurrente minder te hebben. Die laat zich niet kennen en ondergaat met de hulp van enkele medekandidates en haar collega Connie een complete metamorfose. Becca's moeder en verloofde vinden dat ze daardoor haar eigenheid verliest en steunen haar deelname niet. Vlak voor de wedstrijd maakt Becca de wijzigingen ongedaan en ze verschijnt zoals ze voorheen was op het podium. Daar spreidt ze opnieuw haar talenten ten toon en eindigt als tweede eredame, vlak voor Libby. Na de wedstrijd maakt Becca het goed met Libby, die onder grote druk van haar moeder stond en nu haar eigen weg wil gaan. Ook Becca maakt het goed met haar moeder terwijl haar zuster Rachel dankzij de wedstrijd haar talent als modeontwerpster ontdekt. Ten slotte maakt Becca het ook goed met haar verloofde.

## Rolbezetting
| Acteur                | Personage        | Opmerkingen                                                                        |
| --------------------- | ---------------- | ---------------------------------------------------------------------------------- |
| Marissa Jaret Winokur | Becca Wasserman  | Gezette jonge lerares die vastberaden deelneemt aan een lokale missverkiezing.     |
| Mark Consuelos        | Adam Lopez       | Becca's verloofde en cafébaas die vindt dat missverkiezingen niets voor haar zijn. |
| Fran Drescher         | Amanda Wasserman | Becca's moeder die liever niet heeft dat ze meedoet aan missverkiezingen.          |
| Sarah Manninen        | Rachel Wasserman | Becca's werkloze winkelgrage zuster.                                               |
| Joyce Gordon          | Nana Wasserman   | Becca's grootmoeder die haar door dik en dun steunt.                               |
| Amanda Brugel         | Connie           | Collega van Becca die haar bijstaat tijdens de missverkiezing.                     |
| Reagan Pasternak      | Libby Leslie     | Becca's grote rivale op de missverkiezing.                                         |
| Barbara Radecki       | Caroline Leslie  | Libby's moeder en voormalig miss die ultrastreng is voor haar dochter.             |
| Clare Stone           | Mona Spellman    | Medekandidate.                                                                     |
| Charlotte Sullivan    | Samantha Webb    | Medekandidate.                                                                     |
| Barbara Mamabolo      | Cathy Farwell    | Medekandidate.                                                                     |
| Brooke D'Orsay        | Eve Kindley      | Medekandidate.                                                                     |
| Dwayne Hill           | Weatherman Bob   | Presentator van de missverkiezing.                                                 |